# Jagjaguwar
Jagjaguwar är ett amerikanskt oberoende skivbolag, se indie, baserat i Austin, Texas, USA. Här finns bland annat band som Okkervil River, Bon Iver, Oneida, Black Mountain och Nagisa Ni Te.

## Band
| - R. Alverson - The Besnard Lakes - Black Mountain - Bon Iver - S. Carey - The Cave Singers - Dead C, The - Dinosaur Jr - Julie Doiron - GAYNGS - Ladyhawk - Lightning Dust - Moonface - Odawas - Okkervil River - Oneida - Parts & Labor - Peter Wolf Crier - Pink Mountaintops - Skygreen Leopards, The | - Small Black - Spokane - Sunset Rubdown - Swan Lake - Volcano Choir - Wilderness - Will Sheff - Wolf People - Women - Richard Youngs - Company - Dirty Faces - Home - Nurse & Soldier - Oakley Hall - People of the North - Pterodactyl - Sightings - Sinoia Caves - Delivery | - Aspera - Bevel - Robert Creeley - Curious Digit, The - Drunk - Jad Fair & Daniel Johnston - Jason Molina - Foxygen - Fuck - Simon Joyner - Lord Dog Bird, The - Love Life - Manishevitz - Minus Story - Monroe Mustang - Nad Navillus - Nagisa Ni te - Parker Paul - Patrick Phelan - Sharon Van Etten - South - Stigma Rock Unit - Unknown mortal orchestra - Union of a Man and a Woman, The - Sarah White |